# Magno Cruz
Magno Damasceno Santos da Cruz (Salvador, 20 maggio 1988) è un calciatore brasiliano, centrocampista dello Shanghai Jiading Huilong.